# Miroslav Dvořák
Miroslav Dvořák (ur. 3 marca 1987 w Libercu) – czeski narciarz, specjalista kombinacji norweskiej, trzykrotny medalista mistrzostw świata juniorów.

## Kariera
Po raz pierwszy na arenie międzynarodowej Miroslav Dvořák pojawił się 27 stycznia 2003 roku, kiedy wystartował w zawodach juniorów. Zajął wtedy 15. miejsce w sprincie w Planicy. W 2003 roku wystąpił na mistrzostwach świata juniorów w Sollefteå, gdzie był dziesiąty w drużynie, a indywidualnie plasował się poza czołową trzydziestką. Rok później, podczas mistrzostw świata juniorów w Stryn zajął między innymi ósme miejsce w sztafecie oraz 29. miejsce w zawodach metodą Gundersena. Pierwszy sukces w kategorii juniorów osiągnął w 2005 roku podczas mistrzostw świata juniorów w Rovaniemi, gdzie wraz z kolegami wywalczył brązowy medal w zawodach drużynowych. Jeszcze lepiej wypadł na mistrzostwach świata juniorów w Karnju w 2006 roku, gdzie zdobył brązowe medale zarówno w Gundersenie jak i sprincie.
W Pucharze Świata zadebiutował 12 marca 2006 roku, zajmując 24. miejsce w sprincie w Oslo. Był to jego jedyny start w sezonie 2005/2006 i w klasyfikacji generalnej zajął 63. miejsce. W 2007 roku Dvořák wystartował na mistrzostwach świata w Sapporo, gdzie indywidualnie plasował się w połowie trzeciej dziesiątki, a w sztafecie zajął siódme miejsce. Dwa lata później, podczas mistrzostw świata w Libercu osiągnął swój najlepszy indywidualny wynik na dużej imprezie, zajmując szesnaste miejsce w starcie masowym. Ponadto Czesi z Dvořákiem w składzie zajęli szóste miejsce w zawodach drużynowych. Na początku sezonu 2008/2009 po raz pierwszy znalazł się w czołowej dziesiątce zawodów PŚ - 7 grudnia 2008 roku w Trondheim zajął dziewiąte miejsce w Gundersenie na dużej skoczni. 20 dni później w Oberhofie poprawił ten wynik, kończąc rywalizację na siódmym miejscu. W klasyfikacji generalnej zajął 31. miejsce. Czech startował ponadto na igrzyskach olimpijskich w Vancouver w 2010 roku, gdzie był między innymi ósmy w sztafecie, a w zawodach indywidualnych na dużej skoczni zajął 28. pozycję.
Podczas trzynastej edycji Letniego Grand Prix w kombinacji norweskiej lecie 2010 roku zajął czwarte miejsce w klasyfikacji końcowej. W czterech konkursach indywidualnych Dvořák raz stanął na podium - 14 sierpnia w Oberwiesenthal zajął trzecie miejsce w Gundersenie. W sezonach 2010/2011 i 2011/2012 łącznie trzy razy uplasował się w pierwszej dziesiątce, lecz nie poprawił swojego najlepszego wyniku. Zajął za to 23. miejsce w klasyfikacji końcowej sezonu 2011/12. Na mistrzostwach świata w Oslo w 2011 roku osiągał słabsze wyniki. W sztafecie był dziewiąty, a indywidualnie najlepiej wypadł na dużej skoczni, gdzie był dwudziesty. Piętnastą edycję LGP także ukończył na czwartym miejscu. Ponownie na podium stanął tylko w Oberwiesenthal - 26 sierpnia 2012 roku był drugi za Austriakiem Bernhardem Gruberem.
Na przełomie lutego i marca 2013 roku brał udział w mistrzostwach świata w Val di Fiemme, gdzie jego najlepszym wynikiem było ósme miejsce w sprincie drużynowym, wywalczone wspólnie z Pavlem Churavým. Indywidualnie najlepiej wypadł w Gundersenie na skoczni dużej, gdzie rywalizację zakończył na 20. pozycji. W sezonie 2012/2013 Dvořák wywalczył swoje pierwsze pucharowe podium - 10 lutego w Ałmaty był trzeci w Gundersenie, przegrywając tylko z Austriakiem Christophem Bielerem i Japończykiem Akito Watabe. Ponadto jeszcze czterokrotnie plasował się w czołowej dziesiątce, co pozwoliło mu zająć dwunaste miejsce w klasyfikacji generalnej.
Po sezonie 2018/2019 zakończył karierę sportową.

## Osiągnięcia

### Igrzyska olimpijskie
| Miejsce | Dzień     | Rok  | Miejscowość | Konkurencja           | Wynik zwycięzcy | Strata      | Zwycięzca           |
| ------- | --------- | ---- | ----------- | --------------------- | --------------- | ----------- | ------------------- |
| 39.     | 14 lutego | 2010 | Vancouver   | Gundersen HS106/10 km | 25:47.1 min     | +2:46.4 min | Jason Lamy Chappuis |
| 8.      | 23 lutego | 2010 | Vancouver   | Sztafeta HS140/4x5 km | 49:31.6 min     | +3:18.6 min | Austria             |
| 28.     | 25 lutego | 2010 | Vancouver   | Gundersen HS140/10 km | 25:32.9 min     | +2:56.8 min | Bill Demong         |
| 29.     | 12 lutego | 2014 | Soczi       | Gundersen HS106/10 km | 23:50,2 min     | +2:08,4 min | Eric Frenzel        |
| 11.     | 18 lutego | 2014 | Soczi       | Gundersen HS140/10 km | 22:45,5 min     | +32,6 s     | Jørgen Graabak      |
| 7.      | 20 lutego | 2014 | Soczi       | Sztafeta HS140/4x5 km | 47:13,5 min     | +2:22,6 min | Norwegia            |
| 21.     | 14 lutego | 2018 | Pjongczang  | Gundersen HS109/10 km | 24:51,4 min     | +2:32,0 min | Eric Frenzel        |
| 26.     | 20 lutego | 2018 | Pjongczang  | Gundersen HS140/10 km | 23:52,5 min     | +3:06,8 min | Johannes Rydzek     |
| 7.      | 22 lutego | 2018 | Pjongczang  | Sztafeta HS140/4x5 km | 46:09,8 min     | +3:57,3 min | Niemcy              |

### Mistrzostwa świata
| Miejsce | Dzień     | Rok  | Miejscowość   | Konkurencja                     | Wynik zwycięzcy | Strata      | Zwycięzca           |
| ------- | --------- | ---- | ------------- | ------------------------------- | --------------- | ----------- | ------------------- |
| 24.     | 23 lutego | 2007 | Sapporo       | Sprint HS134/7,5 km             | 17:40.2 min     | +2:48.3 min | Hannu Manninen      |
| 7.      | 25 lutego | 2007 | Sapporo       | Sztafeta HS134/4x5 km           | 49:14.9 min     | +4:55.4 min | Finlandia           |
| 25.     | 3 marca   | 2007 | Sapporo       | Gundersen HS100/15 km           | 38:35.6 min     | +5:26.0 min | Ronny Ackermann     |
| 16.     | 20 lutego | 2009 | Liberec       | Start masowy HS100/10 km        | 276.0 pkt       | -39.0 pkt   | Todd Lodwick        |
| DNS     | 22 lutego | 2009 | Liberec       | Gundersen HS100/10 km           | 24:22.3 min     | -           | Todd Lodwick        |
| 6.      | 26 lutego | 2009 | Liberec       | Sztafeta HS134/4x5 km           | 48:32.3 min     | +2:56.6 min | Japonia             |
| 20.     | 28 lutego | 2009 | Liberec       | Gundersen HS134/10 km           | 23:36.6 min     | +1:58.0 min | Bill Demong         |
| 23.     | 26 lutego | 2011 | Oslo          | Gundersen HS106/10 km           | 25:19.2 min     | +1:56.1 min | Eric Frenzel        |
| 10.     | 28 lutego | 2011 | Oslo          | Sztafeta HS106/4x5 km           | 48:07.8 min     | +4:38.2 min | Austria             |
| 20.     | 2 marca   | 2011 | Oslo          | Gundersen HS134/10 km           | 25:31.6 min     | +1:53.4 min | Jason Lamy Chappuis |
| 9.      | 4 marca   | 2011 | Oslo          | Sztafeta HS134/4x5 km           | 47:12.3 min     | +3:05.2 min | Austria             |
| 41.     | 22 lutego | 2013 | Val di Fiemme | Gundersen HS106/10 km           | 29:13.2 min     | +3:09.7 min | Jason Lamy Chappuis |
| 10.     | 24 lutego | 2013 | Val di Fiemme | Sztafeta HS106/4x5 km           | 57:34.0 min     | +5:06.7 min | Francja             |
| 20.     | 28 lutego | 2013 | Val di Fiemme | Gundersen HS134/10 km           | 27:22.8 min     | +2:14.5 min | Eric Frenzel        |
| 8.      | 2 marca   | 2013 | Val di Fiemme | Sprint drużynowy HS136/2x7,5 km | 35:37.9 min     | +1:55.7 min | Francja             |
| 30.     | 20 lutego | 2015 | Falun         | Gundersen HS100/10 km           | 26:38.9 min     | +2:23.6 min | Johannes Rydzek     |
| 8.      | 22 lutego | 2015 | Falun         | Sztafeta HS100/4x5 km           | 44:20.7 min     | +3:46.4 min | Niemcy              |
| 17.     | 26 lutego | 2015 | Falun         | Gundersen HS134/10 km           | 22:45.8 min     | +48.1 s     | Bernhard Gruber     |
| 8.      | 28 lutego | 2015 | Falun         | Sprint drużynowy HS134/2x7,5 km | 38:31.6 min     | +1:50.4 min | Francja             |
| 28.     | 24 lutego | 2017 | Lahti         | Gundersen HS100/10 km           | 26:19,6 min     | +2:07,1 min | Johannes Rydzek     |
| 11.     | 26 lutego | 2017 | Lahti         | Sztafeta HS100/4x5 km           | 47:57,3 min     | +4:56,6 min | Niemcy              |
| 42.     | 1 marca   | 2017 | Lahti         | Gundersen HS130/10 km           | 26:41,6 min     | +5:16,7 min | Johannes Rydzek     |
| 8.      | 3 marca   | 2017 | Lahti         | Sprint drużynowy HS130/2x7,5 km | 28:45,8 min     | +1:26,4 min | Niemcy              |

### Mistrzostwa świata juniorów
| Miejsce | Dzień    | Rok  | Miejscowość | Konkurencja           | Wynik zwycięzcy | Strata      | Zwycięzca        |
| ------- | -------- | ---- | ----------- | --------------------- | --------------- | ----------- | ---------------- |
| 38.     | 5 lutego | 2003 | Sollefteå   | Gundersen K107/10 km  | ?               | +5:37.6 min | Björn Kircheisen |
| 10.     | 7 lutego | 2003 | Sollefteå   | Sztafeta K107/4x5 km  | 58.41.8 min     | ?           | Niemcy           |
| 35.     | 9 lutego | 2003 | Sollefteå   | Sprint K107/5.0 km    | 14.02.6 min     | +2:47.0 min | Björn Kircheisen |
| 29.     | 4 lutego | 2004 | Stryn       | Gundersen K90/10 km   | 26:06.3 min     | +6:48.0 min | Petter Tande     |
| 8.      | 6 lutego | 2004 | Stryn       | Sztafeta K90/4x5      | 58:03.0 min     | +3.38.0 min | Norwegia         |
| 31.     | 8 lutego | 2004 | Stryn       | Sprint K90/7,5 km     | 14:02.1 min     | +2:21.2 min | Petter Tande     |
| 13.     | 22 marca | 2005 | Rovaniemi   | Gundersen HS100/10 km | 25.56.6 min     | +3:27.8 min | Petter Tande     |
| 3.      | 24 marca | 2005 | Rovaniemi   | Sztafeta HS100/4x5    | 924.0 pkt       | -192.2 pkt  | Niemcy           |
| 27.     | 26 marca | 2005 | Rovaniemi   | Sprint HS100/5.0 km   | 14:02.1 min     | +2:13.3 min | Petter Tande     |
| 3.      | 1 lutego | 2006 | Kranj       | Gundersen HS109/10 km | 29:59.9 min     | +50.1 s     | François Braud   |
| 6.      | 3 lutego | 2006 | Kranj       | Sztafeta HS109/4x5    | 55:42.3 min     | +3:57.3 min | Niemcy           |
| 3.      | 5 lutego | 2006 | Kranj       | Sprint HS109/5 km     | 13:06.3 min     | +10.4 s     | Tom Beetz        |
| 16.     | 14 marca | 2007 | Tarvisio    | Gundersen HS109/10 km | 33:26.7 min     | +4:52.5 min | Anssi Koivuranta |
| 8.      | 16 marca | 2007 | Tarvisio    | Sztafeta HS109/4x5 km | 1:05:35.0 h     | +4:56.3 min | Austria          |
| 4.      | 18 marca | 2007 | Tarvisio    | Sprint HS109/5 km     | 15:01.3 min     | +36.3 s     | Eric Frenzel     |

### Puchar Świata

#### Miejsca w klasyfikacji generalnej
- sezon 2005/2006: 63.
- sezon 2006/2007: niesklasyfikowany
- sezon 2007/2008: 59.
- sezon 2008/2009: 31.
- sezon 2009/2010: 32.
- sezon 2010/2011: 23.
- sezon 2011/2012: 29.
- sezon 2012/2013: 12.
- sezon 2013/2014: 23.
- sezon 2014/2015: 25.
- sezon 2015/2016: 29.
- sezon 2016/2017: 41.
- sezon 2017/2018: 53.
- sezon 2018/2019: niesklasyfikowany

#### Miejsca na podium chronologicznie
| Nr | Data              | Miejscowość | Konkurencja           | Wynik zwycięzcy | Pozycja | Strata  | Zwycięzca        |
| -- | ----------------- | ----------- | --------------------- | --------------- | ------- | ------- | ---------------- |
| 1. | 10 lutego 2013    | Ałmaty      | Gundersen HS140/10 km | 25:31.0 min     | 3.      | +17.5 s | Christoph Bieler |
| 2. | 4 stycznia 2014   | Czajkowskij | Gundersen HS106/10 km | 27:44.9 min     | 3.      | +8.3 s  | Tim Hug          |
| 3. | 5 stycznia 2014   | Czajkowskij | Gundersen HS140/10 km | 26:11.0 min     | 3.      | +22.6 s | Wilhelm Denifl   |
| 4. | 29 listopada 2014 | Ruka        | Gundersen HS142/10 km | 25:32.9 min     | 3.      | +6.1 s  | Johannes Rydzek  |

### Puchar Kontynentalny

#### Miejsca w klasyfikacji generalnej
- sezon 2003/2004: 84.
- sezon 2004/2005: 78.
- sezon 2005/2006: 58.
- sezon 2006/2007: 57.
- sezon 2007/2008: 57.
- sezon 2008/2009: 45.

#### Miejsca na podium chronologicznie
| Nr | Data             | Miejscowość   | Konkurencja           | Wynik zwycięzcy | Pozycja | Strata | Zwycięzca |
| -- | ---------------- | ------------- | --------------------- | --------------- | ------- | ------ | --------- |
| 1. | 17 stycznia 2009 | Bischofshofen | Gundersen HS140/10 km | 25:44.3 min     | 1.      | -      | -         |

### Letnie Grand Prix

#### Miejsca w klasyfikacji generalnej
- 2004: 56.
- 2005: nie brał udziału
- 2006: 35.
- 2007: 16.
- 2008: 35.
- 2009: 7.
- 2010: 4.
- 2011: 24.
- 2012: 4.
- 2013: 7.
- 2014: 9.
- 2015: 42.
- 2016: 30.
- 2017: (17.)[19]
- 2018: (43.)[20]

#### Miejsca na podium chronologicznie
| Nr | Data             | Miejscowość    | Konkurencja           | Wynik zwycięzcy | Pozycja | Strata  | Zwycięzca       |
| -- | ---------------- | -------------- | --------------------- | --------------- | ------- | ------- | --------------- |
| 1. | 14 sierpnia 2010 | Oberwiesenthal | Gundersen HS106/10 km | 26:05.3 min     | 3.      | +36.7 s | Magnus Moan     |
| 2. | 26 sierpnia 2012 | Oberwiesenthal | Gundersen HS106/10 km | 26:43.8 min     | 2.      | +4.1 s  | Bernhard Gruber |
| 3. | 25 sierpnia 2013 | Oberwiesenthal | Gundersen HS106/10 km | 27:49.1 min     | 2.      | +3.2 s  | Akito Watabe    |